# Look What You Made Me Do (pjesma Taylor Swift)
"Look What You Made Me Do" je prva pjesma američke pjevač Taylor Swift s njenog šestog albuma "reputation", objavljena 24. kolovoza 2017. godine. Swift je napisala ovu pjesmu s njezinim producentom Jackom Antonoffom. "Look What You Made Me Do" je elktro-pop pjesma, s tekstovima o raznim pitanjima koja su 'izgradila' Swiftinu reputaciju. 
Pjesma je niz rekorda, uključujući i rekord za najviše slušanja u jednom danu na Spotifyu. Komercijalno, "Look What You Made Me Do", nadmašio je ljestvice u Australiji, Kanadi, Hrvatskoj, Češkoj, Grčkoj, Irskoj, Izraelu, Japanu, Libanonu, Maleziji, Novom Zelandu, Filipinima, Slovačkoj, Ujedinjenom Kraljevstvu i Sjedinjene Države. Također je dobila Platinum certifikate u Australiji, Kanadi, Italiji, Švedskoj i Sjedinjenim Državama. Također je dobila certifikat Diamond u Brazilu.
Pjesma je dobila mješoviti odgovor glazbenih kritičara. Glazbeni spot pjesme je režirao Joseph Kahn i nakon što je objavljen na YouTubeu, dostigao je najveći broj pregleda u prvih 24 sata, više nego bilo koji drugi glazbeni videozapis na platformi.

## O pjesmi
"Look What You Made Me Do" traje 3 minute i 31 sekunde. Kritičari su pjesmu opisali kao hibrid električne glazbe i pop glazbe. Naglašava 'krivicu' koja se stavlja na neprijatelja, posebice redak u pjesmi gdje govori kako "Imam popis imena i tvoj je crveni, podcrtan". Sredina pjesme sadrži Swiftinu rečenicu: "Žao mi je, stara Taylor ne može doći na telefon / Zašto? / Oh, jer je mrtav!"

## Uspjeh pjesme
U Sjedinjenim Državama, pjesma je debitirala prvom mjestu na Billboard Hot 100, postajući Swiftina 21. pjesma u Top 10 pjesma. U Australiji, "Look What You Made Me Do" debitirao je na broju 1 na ARIA Singles Chart, postajući njezina 11. pjesma u Top 5 pjesama u Australiji.

## Glazbeni video
Spot je premijerno prikazan 27. kolovoza 2017. na Swifitnom YouTube Kanalu, a snimanje spota je započelo u siječnju. Redatelj spota je Joseph Kahn.

## Ljestvice
| Ljestvice                  | Najviša pozicija |
| -------------------------- | ---------------- |
| Australija                 | 1                |
| Austrija                   | 2                |
| Češka                      | 1                |
| Francuska                  | 26               |
| Hrvatska                   | 1                |
| Italija                    | 10               |
| Njemačka                   | 3                |
| Portugal                   | 4                |
| Sjedinjene Američke Države | 1                |
| Ujedinjeno Kraljevstvo     | 1                |